# Drienovo
Drienovo es un municipio del distrito de Krupina en la región de Banská Bystrica, Eslovaquia, con una población estimada a final del año 2024 de 97 habitantes.
Se encuentra ubicado al oeste de la región, sobre los montes Centrales Eslovacos (Cárpatos occidentales), a poca distancia al sur del río Hron —un afluente izquierdo del Danubio— y al este de la región de Nitra.

## Demografía
| Año        | 1994 | 2004    | 2014     | 2024     |
| ---------- | ---- | ------- | -------- | -------- |
| Población  | 127  | 128     | 111      | 97       |
| Diferencia |      | +0,78 % | −13,28 % | −12,61 % |

| Año        | 2023 | 2024    |
| ---------- | ---- | ------- |
| Población  | 99   | 97      |
| Diferencia |      | −2,02 % |